# Branford Boase Award
Branford Boase Award är ett brittiskt årligt litterärt pris som tilldelas ungdomslitteratur skriven av en debutförfattare. 
Wendy Boase och Henrietta Branford arbetade tidigare tillsammans med att ge ut ett stort antal böcker. Både Wendy Boase och Henrietta Branford avled 1999 till följd av cancer. The Branford Boase award instiftades för att hedra deras minne och som uppmuntran till författartalanger.  
Pristagaren får ta emot en handgjord ask med Branford Boase Awards logotyp på och en check på 1 000 engelska pund.

## Pristagare
- 2000 - Katherine Roberts - Song Quest
- 2001 - Marcus Sedgwick - Floodland
- 2002 - Sally Prue - Cold Tom
- 2003 - Kevin Brooks - Martyn Pig
- 2004 - Mal Peet - Keeper
- 2005 - Meg Rosoff -  How I Live Now
- 2006 - Frances Hardinge - Fly By Night
- 2007 - Siobhan Dowd - A Swift Pure Cry
- 2008 - Jenny Downham - Before I Die
- 2009 - B.R. Collins - The Traitor Game
- 2010 - Lucy Christopher - Stolen
- 2011 - Jason Wallace - Out of Shadows
- 2012 - Annabel Pitcher - My Sister Lives on the Mantelpiece
- 2013 - Dave Shelton - A Boy and a Bear in a Boat
- 2014 - C.J Flood – Infinite Sky
- 2015 - Rosie Powell – Leopold Blue
- 2016 - Horatio Clare - Aubrey and the Terrible Yoot
- 2017 - M. G. Leonard - Beetle Boy